# Estructura terciaria de las proteínas

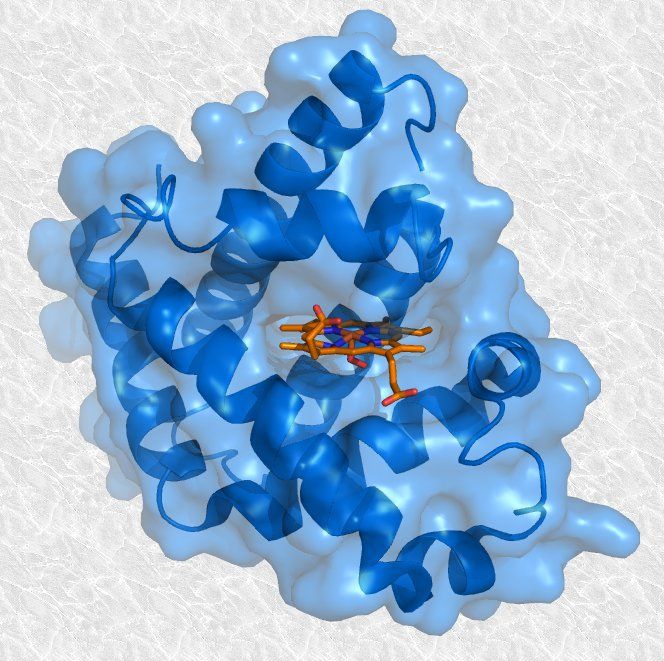
Estructura terciaria de la mioglobina representada en azul y el grupo hemo en anaranjado.

La estructura terciaria de las proteínas
se forma sobre la disposición de la estructura secundaria de un polipéptido al plegarse sobre sí misma originando una conformación globular, la cual se mantiene estable debido a la existencia de enlaces entre los radicales R de los aminoácidos. Entre estos enlaces aparecen los puentes disulfuro entre los radicales de aminoácidos que tienen azufre (cisteína) y otras fuerzas hidrófobas. 
Las dos posibles estructuras terciarias son la estructura globular y la estructura fibrilar. La estructura globular tiene forma de "ovillo", es soluble, y es típica de las hormonas o los enzimas. La estructura fibrosa se caracteriza por dar a la proteína forma de filamento y ser insoluble; ejemplos de proteínas con esta estructura son la alfa o la beta-queratina y el colágeno. 

## Ubicación tridimensional

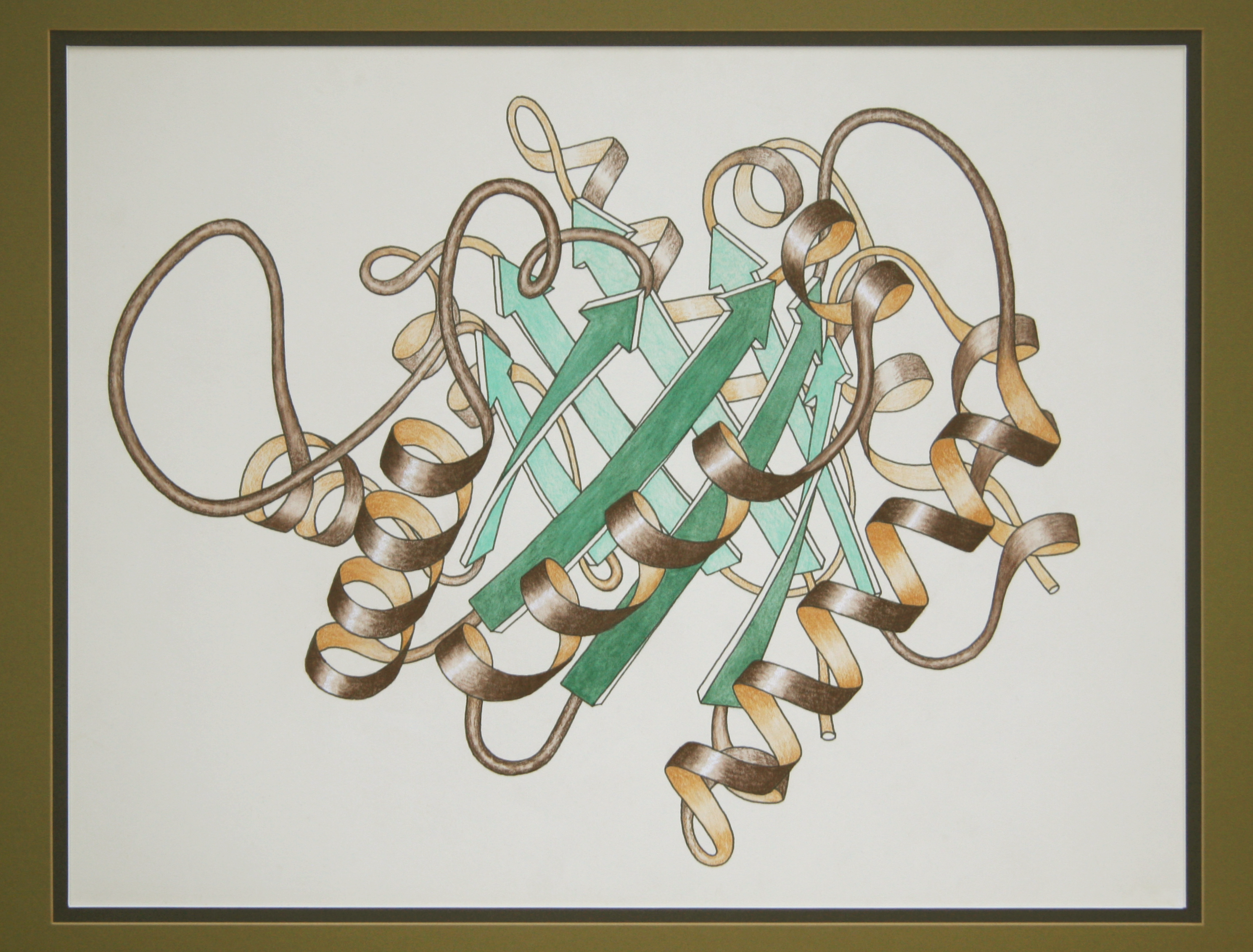
Representación esquemática en diagrama de cintas de la Triosa fosfato isomerasa, dibujada por Jane Richardson.

La estructura terciaria de una proteína es la distribución tridimensional de todos los átomos que constituyen la proteína. ¿. ? 
Se puede afirmar que de la estructura terciaria derivan las propiedades biológicas de estas, puesto que la disposición en el espacio de los diferentes grupos funcionales de la proteína, condiciona su capacidad de interacción con otros grupos y ligandos. De esta manera, la estructura primaria (secuencia de aminoácidos) de la proteína determina la estructura terciaria
La estructura terciaria de una proteína está generalmente conformada por varios tramos con estructuras secundarias distintas.

En cuanto a los niveles de la estructura de las proteínas, en la estructura terciaria generalmente los aminoácidos apolares se sitúan hacia el interior de la proteína y los polares hacia el exterior, de manera que puedan interactuar con el agua circundante. En el caso de proteína integral de membrana, los aminoácidos hidrofóbicos quedan expuestos en el interior de la bicapa lipídica.
Por tanto, este tipo de estructura es la que les da a las proteínas sus particularidades fisicoquímicas, como la polaridad o apolaridad de la molécula.

## Fuerzas que estabilizan la estructura terciaria
La estructura terciaria de las proteínas está afianzada por cuatro clases de interacciones: enlaces puentes disulfuro entre Cys, puentes de hidrógeno entre cadenas laterales, interacciones iónicas, interacciones de van der Waals, y el efecto hidrófobo (exclusión de las moléculas de agua evitando su contacto con los residuos hidrófobos, que quedan empaquetados en el interior de la estructura)y, recientemente se ha descubierto, como consecuencia de las investigaciones en materia de anatomía molecular, una estrecha relación entre las interacciones entre las regiones hidrofóbicas de las cadenas alifáticas radicales de las proteínas.
Las interacciones entre las cadenas laterales de los residuos de la proteína dirigen al polipéptido para constituir una estructura compacta...

## Predicción de la estructura
La predicción de la estructura tridimensional 3D de las proteínas a partir de su secuencia de aminoácidos ha sido un desafío de investigación que ha perdurado por más de cinco décadas. Sin embargo, recientemente, se ha logrado un avance en este campo mediante el desarrollo de un método computacional que demuestra su capacidad para predecir de manera regular las estructuras de proteínas a nivel atómico, incluso en casos donde no se dispone de una estructura similar previamente conocida. Este avance se basa en un modelo impulsado por redes neuronales y tecnología de inteligencia artificial. Durante la 14ª Critical Assessment of Techniques for Protein Structure Prediction (CASP14), se presentó el progreso en la predicción de estas estructuras mediante AlphaFold.
AlphaFold, desarrollado por DeepMind, es un sistema de inteligencia artificial que se vale de redes neuronales profundas para predecir la estructura tridimensional de las proteínas. Su funcionamiento radica en tomar la secuencia de aminoácidos de una proteína como entrada y analizar las interacciones entre estos aminoácidos. Luego, emplea esta información para predecir la disposición espacial de los átomos dentro de la proteína, es decir, su estructura tridimensional.